# Archidiecezja Shenyang
Archidiecezja Shenyang (łac. Archidioecesis Fomtienensis, chiń. 天主教奉天总教区) – rzymskokatolicka archidiecezja ze stolicą w Shenyang, w Chińskiej Republice Ludowej.
W archidiecezji służy 180 sióstr zakonnych.

## Sufraganie archidiecezji Shenyang
Sufraganiami archidiecezji Shenyang są diecezje:
- Chifeng
- Fushun
- Jehol (lub Rehe)
- Jilin
- Sipingjie
- Yanji
- Yingkou

## Historia
16 sierpnia 1838 z mocy decyzji Grzegorza XVI erygowano wikariat apostolski Liaodong. Wcześniej katolicy z tych terenów należeli do wikariatu apostolskiego Pekinu (obecnie archidiecezja pekińska). Dwa lata później - 20 sierpnia 1840 rozszerzono nazwę na wikariat apostolski Liaodong i Mandżurii. W tym dniu również wydzielono wikariat apostolski Mongolii (obecnie diecezja Xiwanzi).
10 maja 1898 dokonano podziału wikariatu na mający siedzibę w Shenyang wikariat apostolski Południowej Mandżurii i nowo powstały wikariat apostolski Północnej Mandżurii (obecnie diecezja Jilin).
3 grudnia 1924 kolejny raz zmieniono nazwę. Nowa nazwa brzmiała wikariat apostolski Mukden (mandżurska nazwa Shenyangu).
Dalszy rozwój katolicyzmu w wikariacie spowodował wydzielenie nowych jednostek administracyjnych. Były to:
- 2 sierpnia 1929 - prefektura apostolska Sipingjie (obecnie diecezja Sipingjie)
- 4 lutego 1932 - prefektura apostolska Fushun (obecnie diecezja Fushun).

W wyniku reorganizacji chińskich struktur kościelnych 11 kwietnia 1946 wikariat apostolski Mukden podniesiono do godności archidiecezji i stolicy metropolii. Równocześnie zmieniono nazwę na obecną.
14 lipca 1949 na części terenów położonych przy Zatoce Liaotuńskiej powstała diecezja Yingkou.
Z 1950 pochodzą ostatnie pełne, oficjalne kościelne statystyki. Archidiecezja Shenyang liczyła wtedy:
- 11 767 wiernych (0,2% społeczeństwa)
- 33 księży (wszyscy diecezjalni)
- 141 sióstr zakonnych
- 27 parafii.

Od zwycięstwa komunistów w chińskiej wojnie domowej w 1949 archidiecezja, podobnie jak cały prześladowany Kościół katolicki w Chinach, nie może normalnie działać. Ówczesny arcybiskup - Ignatius Pi Shushi był aresztowany i przebywał w więzieniu oraz w areszcie domowym, gdzie złamano jego opór. Abp Pi Shushi poszedł na współpracę z władzami i 15 lipca 1957 został pierwszym przewodniczącym zależnego od Komunistycznej Partii Chin Patriotycznego Stowarzyszenia Katolików Chińskich. Jego dwóch kolejnych następców także nie uznawało zwierzchności papieskiej.
Komunistyczne władze chińskie scaliły z archidiecezją Shenyang diecezje Fushun, Jinzhou i Yingkou tworząc jedną strukturę kościelną w prowincji Liaoning w randzie diecezji. Stolica Apostolska nie uznała tej decyzji. W 2010 z powrotem odłączono diecezję Jinzhou.
21 maja 1989 ordynariuszem w Shenyang został kolejny kapłan Patriotycznego Stowarzyszenia Katolików Chińskich - Pius Jin Peixian. Był on jednak wierny Stolicy Apostolskiej. Po nominacji przez władze poprosił Jana Pawła II o zgodę na objęcie katedry i przyjęcie sakry, którą papież wyraził. Jeszcze jako ksiądz Jin Peixian został skazany w 1958 za przestępstwa kontrrewolucyjne na 10 lat więzienia. Po opuszczeniu zakładu penitencjarnego w 1968 został zesłany na reedukację przez pracę do karnego gospodarstwa rolnego. Do pracy duszpasterskiej powrócił dopiero w 1980. Już jako arcybiskup Shenyangu przez wiele lat piastował stanowisko wiceprzewodniczącego Konferencji Biskupów Kościoła Katolickiego - organu uznawanego przez chiński rząd ludowy lecz nie uznawanego przez Stolicę Apostolską.
7 lipca 2006 sakrę biskupią otrzymał Paul Pei Junmin zostając koadiutorem Piusa Jin Peixiana. Akt ten uzyskał aprobatę zarówno Stolicy Świętej jak i chińskich władz. Abp Pei Junmin przejął kierownictwo archidiecezją po przejściu poprzednika na emeryturę w 2008.
W listopadzie 2010 abp Paul Pei Junmin został zmuszony przez komunistyczne służby do wzięcia udziału w sakrze biskupiej ks. Josepha Guo Jincaia w Chengde - pierwszej bez zgody papieskiej od czterech lat. Miesiąc później został wiceprzewodniczącym Konferencji Biskupów Kościoła Katolickiego. W lipcu 2011 przed zatrzymaniem w celu wymuszenia udziału w kolejnej nielegalnej (z kościelnego punktu widzenia) sakrze obronili go wierni i duchowni zgromadzeni w domu ordynariusza. Za odmowę udziału w tej uroczystości został zawieszony ze stanowiska wiceprzewodniczącego KBKK.

## Ordynariusze Shenyang
Obecnie arcybiskupem metropolitą Shenyang jest Paul Pei Junmin (裴軍民). Posługę tę sprawuje od 29 czerwca 2008. W archidiecezji nie ma biskupów pomocniczych.